# Spar- und Darlehnskasse Bockum-Hövel
Die Spar- und Darlehnskasse Bockum-Hövel eG ist eine deutsche Genossenschaftsbank mit dem Sitz im Stadtteil Hövel der nordrhein-westfälischen kreisfreien Stadt Hamm.

## Geschichte
Am 18. November 1883 erfolgte die Gründung des Hövel-Bockumer Spar- und Darlehnskassenvereins auf Initiative des Westfälischen Bauernvereins. Im Jahr 1925 wurde der Sitz des Instituts von Hövel nach Bockum verlegt. 
Im Jahr 1935 erfolgt die Umbenennung in Bockumer Spar- und Darlehnskassenverein, 1947 erhielt die Bank den Namen Spar- und Darlehnskasse Bockum eGmuH.
Durch die Verlegung des Sitzes im Jahr 1925 kam es am 9. März 1925 zur Gründung des „Höveler Spar- und Darlehnskassenvereins eGmuH mit Sitz in Hövel“ durch 33 Höveler Bürger und ehemalige Mitglieder. 1948 erfolgte die Umbenennung in Spar- und Darlehnskasse Hövel eGmuH. Im Jahre des 40-jährigen Bestehens wurde die Spar- und Darlehnskasse Hövel in eine eGmbH umgewandelt. 
Im Jahr 1968 wurde erstmals die Verschmelzung der beiden Institute erörtert, die im Jahr 1970 durch die Fusion der Spar- und Darlehnskasse Bockum eGmbH und der Spar- und Darlehnskasse Hövel eGmbH unter dem neuen Namen "Spar- und Darlehnskasse Bockum-Hövel eGmbH" erfolgte. Mit Eintragung vom 13. Juli 1977 erhielt die Bank ihren heutigen Namen.

## Rechtsverhältnisse
Die Spar- und Darlehnskasse Bockum-Hövel eG (lt. GnR „Spar- und Darlehnskasse Bockum-Hövel e.G.“) ist im Genossenschaftsregister beim Amtsgericht Hamm unter GnR 130 eingetragen.

## Organisationsstruktur
Rechtsgrundlagen sind das Genossenschaftsgesetz und die durch die Vertreterversammlung beschlossene Satzung. Organe der Bank sind der Vorstand, der Aufsichtsrat und die Vertreterversammlung.

## Sicherungseinrichtung
Die Spar- und Darlehnskasse Bockum-Hövel eG ist der amtlich anerkannten Sicherungseinrichtung des Bundesverbandes der Deutschen Volksbanken und Raiffeisenbanken GmbH und der zusätzlichen freiwilligen Sicherungseinrichtung des Bundesverbandes der Deutschen Volksbanken und Raiffeisenbanken e.V. angeschlossen.

## Geschäftsausrichtung
Die Spar- und Darlehnskasse Bockum-Hövel eG betreibt das Universalbankgeschäft. Sie ist eingebettet in den genossenschaftlichen Finanzverbund und gehört dem Bundesverband der Deutschen Volksbanken und Raiffeisenbanken e.V. (BVR) mit Sitz in Berlin sowie dem Genoverband e.V. an. Im Verbundgeschäft arbeitet sie mit der DZ Bank, R+V Versicherung, Bausparkasse Schwäbisch Hall, Teambank, VR Smart Finanz, DZ Hyp und der Union Investment zusammen. im Jahr 2024 erhielt die Bank die Auszeichnung "Top Job Arbeitgeber" als einer der besten Arbeitgeber Deutschlands.

## Geschäftsgebiet
Das Geschäftsgebiet liegt im Nordwesten von Hamm und umfasst den Stadtbezirk Hamm-Bockum-Hövel. Im Stadtteil Bockum-Hövel betreibt die Bank drei personenbesetzte Geschäftsstellen sowie eine SB-Geschäftsstelle und ein Immobiliencenter. 